# Theodora Němcová
Theodora Němcová, psána též Bohdana (19. června 1841 Polná – 6. února 1920 Praha) byla česká učitelka, zahradnice a dcera Boženy Němcové.

## Životopis

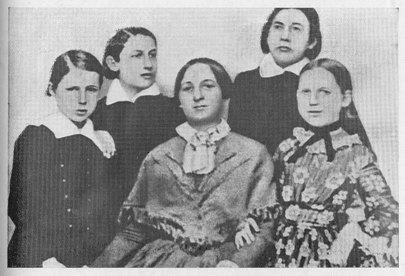
Rodina Boženy Němcové – úplně vpravo je Theodora

### Mládí a život s Boženou Němcovou
Theodora (domácky Dora) se narodila 19. června 1841 v Polné do rodiny spisovatelky Boženy Němcové a komisaře finanční stráže Josefa Němce jako třetí dítě a jediná dcera. Ve třech letech onemocněla skrofulózou, tuberkulózním zánětem mízních uzlin a na tváři i na těle se jí objevily boule, po kterých zůstaly jizvy. V osmi letech jí kvůli boulím znehybněla ruka. V chudé rodině neměla Dora příliš štěstí – byla opomíjena. V popředí byli její bratři, nejprve Hynek a po jeho smrti roku 1853 mladší Jaroslav. Avšak vyrostla z ní velmi šikovná a zručná žena, docházela do mnoha domácností jako švadlena a vedla i rodinné účetnictví, neboť Božena Němcová s penězi zacházet neuměla. I přesto její schopnosti matka často shazovala.

### Učitelka
Svou matku ošetřovala až do její smrti roku 1862. Díky mecenášům mohla vystudovat na soukromé škole sester Clottyových a stala se učitelkou v Jičíně. V roce 1883 se jí během „zdravotní dovolené“ narodil v Praze nemanželský syn Alfred Theodor (22. března 1883 Praha – 13. prosince 1886 Slaný.) Za otce byl v matrice narozených označen jičínský rodák Alfred Beneš (* 1854). Učitelské povolání bylo vázáno na celibát učitelek, tedy také na jejich bezdětnost. Theodora Němcová nechala syna odvézt k příbuzným Alfreda Beneše do Slaného, kde jako tříletý chlapec zemřel na záškrt. Někteří badatelé označují za jeho otce jičínského starostu (a děda spisovatele Václava Čtvrtka) Václava Fejfara. Muzeum Boženy Němcové považuje verzi o otcovství Václava Fejfara za méně pravděpodobnou.
Theodora Němcová vyučovala téměř 40 let v Jičíně, kde v roce 1911 odešla do výslužby.

### Stáří a smrt
Čím více stárla, tím více času věnovala Theodora Němcová zahrádkářství. Úředně uznaný otec jejího dítěte Alfréd Beneš jí prodal levně velkou zahradu u sobotecké silnice. Zahradu Dora přesto mohla koupit jen s dluhem, protože se však jednalo o pozemek poměrně rozlehlý, jeho část brzy nato odprodala. Získala tak peníze na stavbu své vily v Jičíně, kterou navrhl architekt Dušan Jurkovič. Kolaudace tohoto domu se uskutečnila 21. června 1911. Krátce po přestěhování do vily odešla Němcová do důchodu.
Ve vile ještě přežila první světovou válku. Koncem ledna 1920 odjela do Prahy oslavit sté výročí narození své matky, avšak postihla ji srdeční mrtvice. Dne 6. února 1920 zemřela ve Fakultní nemocnici Královské Vinohrady.